# Максимилиан фон Баден
Принц Максимилиан Александър Фридрих фон Баден (на немски: Maximilian Alexander Friedrich Wilhelm von Baden, 10 юли 1867 - 6 ноември 1929), по-известен като Макс фон Баден-Вюртемберг, е последният наследник на трона на Великото херцогство на Баден. През октомври и ноември 1918 г. за около 1 месец е и последният канцлер на Германската империя. На 9 ноември обявява абдикацията си и предава своята длъжност на Фридрих Еберт – водача на социалдемократите.

## Биография
Роден е през 1867 г., син е на пруския генерал и баденски принц Вилхем (1829-1897) и Мария Максимилиановна дьо Богарне (1841-1941), единствен внук на Южен дьо Богарне и племенник на цар Александър II от Русия. След посещението му на хуманитарна гимназия следва право, камелиерство и други в Лайпцигския университет. Като юрист и офицер постъпва в пруската армия.
След като през 1907 г. неговият чичо великият херцог Фридрих I умира, Максимилиан става престолонаследник и президент на първата баденска камера. Бракът на братовчед му - великия херцог Фридрих II остава бездетен.
През 1911 г. Максимилиан се оттегля като генерал-майор от активната военна служба. През 1914 г. е повикан отново и за кратко време приема службата си при Генералния щаб на XIV военен корпус, на когото са подчинени баденските военни контингенти. През октомври обаче се връща обратно в Баден и се посвещава като почетен президент на Червения кръст на Баден по време на цялата война за грижата за заловените през войната от всички националности.
През 1916 г. става почетен президент на християнските дружества на младите мъже на световната конфедерация на германско-американските помощи за заловените през войната.